# 트랜스알돌레이스
트랜스알돌레이스(영어: transaldolase) (EC 2.2.1.2)는 오탄당 인산 경로의 비산화적 단계에 참여하는 효소이다. 사람에서 트랜스알돌레이스는 TALDO1 유전자에 의해 암호화되어 있다.
트랜스알돌레이스는 다음과 같은 화학 반응을 촉매한다.
세도헵툴로스 7-인산 + 글리세르알데하이드 3-인산  ⇄  에리트로스 4-인산 + 과당 6-인산

## 임상적 중요성
오탄당 인산 경로는 다음과 같이 두 가지 대사적 기능을 가지고 있다. 첫째는 환원적 생합성을 위한 니코틴아마이드 아데닌 다이뉴클레오타이드 인산(환원형인 NADPH)의 생성이며, 둘째는 ATP, DNA, RNA의 필수 구성 성분인 리보스의 생성이다. 트랜스알돌레이스는 오탄당 인산 경로를 해당과정과 연결시킨다. 트랜스알돌레이스가 결핍된 환자의 경우 에리트리톨(에리트로스 4-인산으로부터 생성됨), D-아라비톨, 리비톨이 축적된다.
TALDO1 유전자의 3개의 염기쌍의 결실은 고도로 보존된 영역의 일부인 트랜스알돌레이스의 171 위치에서 세린의 부재를 초래하며, 이는 돌연변이가 적혈구 및 림프아구에서 발견되는 트랜스알돌레이스의 결핍을 유발한다는 것을 시사한다. 이 아미노산의 결실은 유아기 초기에 간경변과 간지라비대(간과 지라의 비대)로 이어질 수 있다. 트랜스알돌레이스는 다발성 경화증 환자의 자가면역 표적이기도 하다.

## 구조
트랜스알돌레이스는 337개의 아미노산으로 구성된 단일 도메인이다. 핵심 구조는 8개의 평행한 β-시트와 7개의 α-나선으로 구성된 다른 클래스 I 알돌레이스와 유사한 α/β 배럴이다. 배럴의 일부가 아닌 7개의 추가 α-나선도 있다. 소수성 아미노산은 배럴의 β-시트와 주변 α-나선 사이에 위치하여 Leu168, Phe170, Phe189, Gly311, Phe315가 포함된 영역과 같이 패킹에 기여한다. 결정 구조에서 사람의 트랜스알돌레이스는 이량체를 형성하며, 두 개의 소단위체는 각 소단위체에서 18개의 잔기에 의해 연결된다. 보다 자세한 사항은 왼쪽의 메커니즘을 참고하기 바란다.
|  |

배럴의 가운데에 위치한 활성 부위는 Lys142, Glu106, Asp27의 세 가지 핵심적인 잔기들을 포함하고 있다. 리신은 당을 제자리에 위치시키는 것을 유지하며, 글루탐산과 아스파르트산은 양성자 공여체와 양성자 수용체 역할을 한다.

## 촉매 메커니즘
알돌레이스의 활성 부위에 위치한 Lys142 잔기는 활성 부위의 또 다른 잔기인 Glu106에 의한 탈양성자화 후 세도헵툴로스 7-인산의 카보닐기(케톤)와 시프 염기를 형성한다. 반응 메커니즘은 알돌레이스에 의해 촉매되는 역반응과 유사하다. 3번 탄소와 4번 탄소를 연결하는 결합이 끊어지고 시프 염기를 통해 효소와 결합한 다이하이드록시아세톤을 남긴다. 이러한 절단 반응은 특이한 알도스 당인 에리트로스 4-인산을 생성한다. 그런 다음 트랜스알돌레이스는 글리세르알데하이드 3-인산과 다이하이드록시아세톤의 시프 염기의 축합을 촉매하여 효소에 결합된 과당 6-인산을 생성한다. 시프 염기의 가수분해는 오탄당 인산 경로의 생성물 중 하나인 과당 6-인산을 유리시킨다.
- 세도헵툴로스 7-인산으로부터 과당 6-인산으로의 전환 반응의 모식도.[8]
- 오탄당 인산 경로의 모식도 (베르호벤, 2001년)오탄당 인산 경로의 모식도 (베르호벤, 2001년)[5]

## 같이 보기
- 전이효소
- 트랜스케톨레이스
- 오탄당 인산 경로
- 트랜스알돌레이스 결핍증